# Canal+ Sport (Pologne)
Canal+ Sport est une chaine du groupe Canal+ (Pologne) diffusant du sport.
Elle est créée en 1998.
En 2011, la chaîne a introduit une fonctionnalité : il est possible de choisir de regarder le match avec les commentaires ou simplement profiter des sons du terrain.
En 2017, le Conseil national de l'audiovisuel a infligé une amende à la chaîne pour ne pas avoir respecté les 10% de diffusion trimestrielle de programmes destinés aux personnes ayant une déficience visuelle ou auditive.

## Droits TV

### Football
- Ligue des champions de l'UEFA[3]
- Ligue Europa
- Ekstraklasa
- Premier League
- Liga BBVA
- Liga Adelante
- Ligue 1
- Ligue 2
- Serie A
- Bundesliga

### Basketball
- Euroligue
- NBA
- WNBA

### Handball
- Ligue des champions de handball masculin
- Ligue des champions de handball féminin

### Speedway
- Enea ekstraliga

### Tennis
- WTA Tour

## Logos

Logo du 1er décembre 1998 au 11 mars 2004
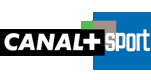
Logo du 11 mars 2004 à 2009
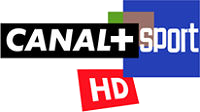
Logo HD de 2006 à 2009
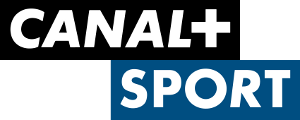
Logo de 2009 à 2013
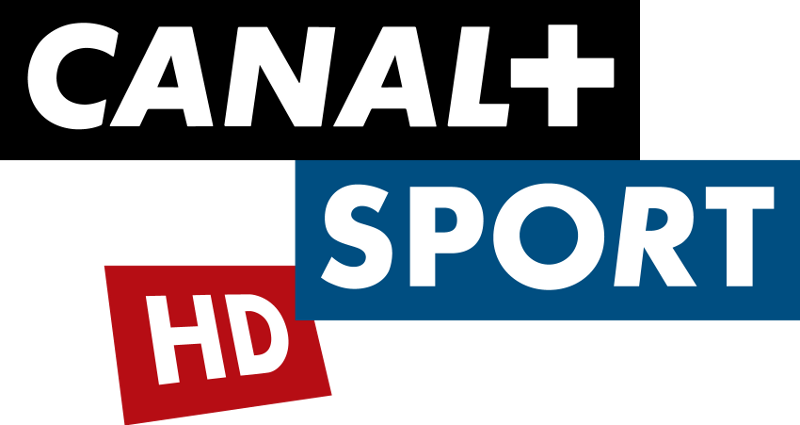
Logo HD de 2009 à 2013
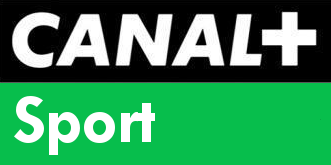
Logo de 2013 à 2015
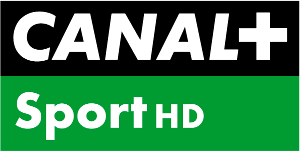
Logo HD de 2013 à 2015
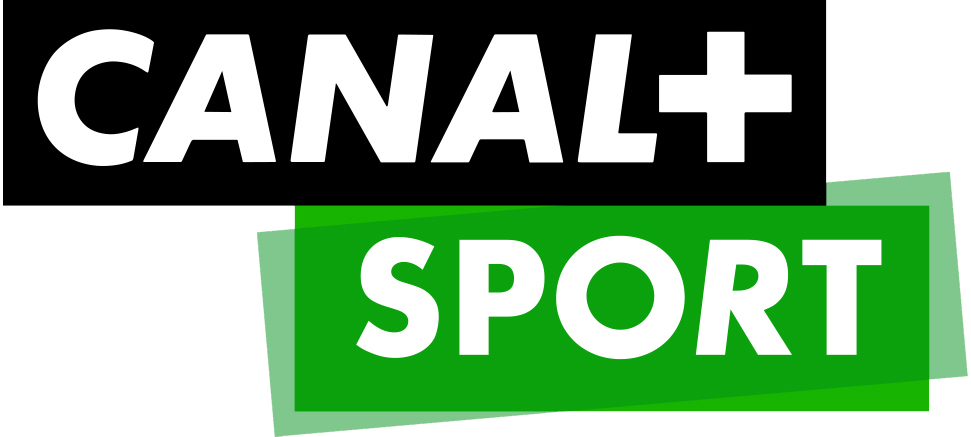
Logo depuis 2015